# William Natcher
William Huston Natcher est un homme politique américain né le 11 septembre 1909 et mort le 29 mars 1994. Membre du Parti démocrate, il est l'élu du Kentucky ayant le plus longtemps servi à la Chambre des représentants des États-Unis, de 1953 à 1994.

## Biographie
William Natcher grandit à Bowling Green dans le Kentucky. Diplômé du Western Kentucky State College puis de l'université d'État de l'Ohio, il devient avocat à partir de 1934 dans sa ville natale. Natcher est procureur du comté de Warren de 1938 à 1950 puis du 8e district judiciaire du Kentucky à partir de 1951. Il sert également dans la United States Navy pendant la Seconde Guerre mondiale.
Membre du Parti démocrate, il préside le club des jeunes démocrates du Kentucky de 1941 à 1946. En 1953, Natcher est élu à la Chambre des représentants des États-Unis à la suite du décès de Garrett Withers (en). De sa prestation de serment au 3 mars 1994, il participe à 18 401 votes de suite, un record figurant au Livre Guinness des records. Natcher est également connu pour refuser les dons de campagne (des particuliers comme des entreprises) et ne jamais avoir dépensé plus de 9 000 dollars dans une élection. En 1992, il devient président du House Appropriations Committee, la commission des finances de la Chambre.
Il meurt le 29 mars 1994 d'une insuffisance cardiaque. Ron Lewis (en), un républicain conservateur, lui succède à la Chambre des représentants.